# Serhij Čuchraj
Serhij Oleksijovyč Čuchraj (in ucraino Сергій Олексійович Чухрай?, in russo Сергей Алексеевич Чухрай?, Sergej Alekseevič Čuchraj; Belogorsk, 31 maggio 1955) è un ex canoista sovietico di origine ucraina.

## Palmarès

### Olimpiadi
- 3 medaglie:
  - 3 ori (Montréal 1976 nel K4 1000 metri; Mosca 1980 nel K2 500 metri; Mosca 1980 nel K2 1000 metri)

### Mondiali
- 9 medaglie:
  - 3 ori (Belgrado 1978 nel K2 1000 metri; Duisburg 1979 nel K2 500 metri; Belgrado 1982 nel K4 10000 metri)
  - 3 argenti (Città del Messico 1974 nel K1 4x500 metri; Duisburg 1979 nel K4 500 metri; Tampere 1983 nel K4 500 metri)
  - 3 bronzi (Belgrado 1978 nel K2 500 metri; Duisburg 1979 nel K2 1000 metri; Tampere 1983 nel K4 1000 metri)